# South Shore (Kentucky)
South Shore é uma cidade localizada no estado americano de Kentucky, no Condado de Greenup.

## Demografia
Segundo o censo americano de 2000, a sua população era de 1226 habitantes.
Em 2006, foi estimada uma população de 1248, um aumento de 22 (1.8%).

## Geografia
De acordo com o United States Census Bureau tem uma área de
2,1 km², dos quais 1,7 km² cobertos por terra e 0,4 km² cobertos por água.

## Localidades na vizinhança
O diagrama seguinte representa as localidades num raio de 12 km ao redor de South Shore.